# نهر أوانغو
نهر أوانغو هو نهر في كاليدونيا الجديدة . تبلغ مساحته 16 كيلومترًا مربعًا. 

## أنظر أيضا
- قائمة أنهار كاليدونيا الجديدة